# ライフタテヤマ
ライフタテヤマ（欧字名:Life Tateyama、1982年4月22日 - 2011年11月13日）
は、日本の競走馬、種牡馬。主な勝ち鞍に1985年のシンザン記念、1986年の札幌記念、ウインターステークス。主戦騎手は猿橋重利。
ダート戦において6戦全勝の成績を残し、1986年には優駿賞最優秀ダートホースに選出される等の活躍をし、昭和後期のダートの絶対王者として君臨した。無敵のダート王と呼ばれた。

## 競走馬時代
中央競馬で競走生活を送る。1984年9月、阪神競馬場の新馬戦でデビュー。初戦こそ勝ち馬から大きく離された2着に終わるが、ダート1200メートルの折り返しの新馬戦で、2着に7馬身差をつけ初勝利を挙げた。この後芝で2戦するも勝ち切れないレースが続いたが、阪神のダート1200メートルの400万下条件戦で2着に4馬身差をつけ勝利。オープン入りを果たした。続く中京3歳ステークスも危なげなく勝利し、芝もこなせることを証明した。
明け4歳の初戦は、シンザン記念。1番人気に応えて、セントシーザーを1馬身半差し切り、3連勝で重賞初制覇を達成。クラシックへの期待も高まったが、骨折により長期休養を余儀なくされた。
1年の休養を経て、馬体重は30キロも増加。約500キロの雄大な馬格となっていた。復帰戦のサンケイ大阪杯こそ逃げつぶれて最下位の10着に終わったが、続く京阪杯は、後方から鋭く伸び3着に入り、調子を上げて当時ダート馬場しかなかった札幌に遠征した。札幌記念に臨み猿橋が「札幌記念を使いに来たんじゃない。勝ちに来たんだ」と発言するなど、陣営は絶対の自信を覗かせていた。レースは、先行して4コーナーで先頭に立つと、後は手綱を抑えたまま後続を引き離し、2着のペシャワールに5馬身差をつけての勝利。続くダート1800メートルのタイムス杯では58.5キロの斤量を背負ったが、札幌記念と同じく4角先頭からペシャワールに3馬身差をつけ快勝して、札幌遠征を終えた。
秋は、朝日チャレンジカップから始動したが、ドウカンヤシマの逃げ切りを許しクビ差の2着。本番の天皇賞（秋）では、関西馬の雄として期待され3番人気に推されるも、出遅れが影響して中団から伸びを欠き、サクラユタカオーの9着に終わった。この後はダート路線に戻り、ウインターステークスに出走。単枠指定とされ、単勝1.5倍と人気が集中していた。レースでは、先行して向正面で先頭に立つと、あとは馬なりのまま、2着のフェートノーザンに2馬身半差をつける余裕をもっての勝利。フェートノーザンに騎乗した中竹和也が、「勝った馬があまりに強すぎる」と脱帽するほどのレースぶりであった。当時3競走のみであったサラ系古馬のダート重賞のうち2競走を制したライフタテヤマは、投票総数139票のうち138票を集め、文句無しにこの年の最優秀ダートホースに選出された。
この後裂蹄のための休養を経て、再び札幌に遠征。59キロの斤量をものともせず、ダート1800メートルの札幌日経賞に勝利した。しかし、連覇を狙った札幌記念を前にして脚部不安を発症。長期休養に入ることとなった。1年以上復帰への努力が続けられたが、脚元が回復することなく、引退を余儀なくされた。

## 競走成績
以下の内容は、netkeiba.comに基づく。
| 競走日     | 競馬場 | 競走名          | 格   | 距離（馬場）  | 頭 数 | 枠 番 | 馬 番 | オッズ （人気） | 着順 | タイム （上り） | 着差 | 騎手      | 斤量 [kg] | 1着馬（2着馬）         | 馬体重 [kg] |
| ---------- | ------ | --------------- | ---- | ------------- | ----- | ----- | ----- | --------------- | ---- | --------------- | ---- | --------- | --------- | ---------------------- | ----------- |
| 1984.09.09 | 阪神   | 3歳新馬         |      | 芝1400m（不） | 13    | 3     | 3     | 010.10（5人）   | 02着 | R1:24.90000000  | -0.9 | 0内田国夫 | 53        | ニホンピロビッキー     |             |
| 0000.09.23 | 阪神   | 3歳新馬         |      | ダ1200m（良） | 7     | 2     | 2     | 001.60（1人）   | 01着 | R1:14.00000000  | -1.2 | 0内田国夫 | 53        | （ロングリュウ）       |             |
| 0000.10.27 | 京都   | もみじ賞        | OP   | 芝1600m（良） | 11    | 6     | 7     | 013.60（6人）   | 09着 | R1:37.60000000  | -1.3 | 0内田国夫 | 52        | バンブーアステア       |             |
| 0000.11.18 | 京都   | 3歳400万下      |      | 芝1200m（良） | 9     | 2     | 2     | 003.60（1人）   | 02着 | R1:11.60000000  | -0.1 | 0内田国夫 | 54        | イブキカネール         |             |
| 0000.12.08 | 阪神   | 3歳400万下      |      | ダ1200m（良） | 9     | 1     | 1     | 007.20（3人）   | 01着 | R1:11.80000000  | -0.5 | 0猿橋重利 | 54        | （ウエスタンバトル）   |             |
| 0000.12.16 | 中京   | 中京3歳S        | OP   | 芝1800m（良） | 13    | 1     | 1     | 007.20（3人）   | 01着 | R1:50.10000000  | -0.3 | 0猿橋重利 | 54        | （ハードワーカー）     |             |
| 1985.01.13 | 京都   | シンザン記念    | GIII | 芝1600m（良） | 16    | 4     | 7     | 005.40（1人）   | 01着 | R1:37.50000000  | -0.2 | 0猿橋重利 | 55        | （セントシーザー）     |             |
| 1986.03.30 | 阪神   | サンケイ大阪杯  | GII  | 芝2000m（稍） | 10    | 2     | 2     | 017.30（8人）   | 10着 | R2:03.9（51.6） | -2.3 | 0栗田伸一 | 56        | サクラユタカオー       | 498         |
| 0000.05.11 | 京都   | 京阪杯          | GIII | 芝2000m（良） | 17    | 6     | 12    | 009.20（3人）   | 03着 | R2:04.5（49.6） | -0.3 | 0猿橋重利 | 54        | シングルロマン         | 494         |
| 0000.06.29 | 札幌   | 札幌記念        | GIII | ダ2000m（良） | 8     | 3     | 3     | 002.40（2人）   | 01着 | R2:02.3（36.1） | -0.8 | 0猿橋重利 | 55        | （ペシャワール）       | 506         |
| 0000.07.20 | 札幌   | タイムス杯      | OP   | ダ1800m（良） | 9     | 3     | 3     | 001.20（1人）   | 01着 | R1:50.3（37.8） | -0.5 | 0猿橋重利 | 58.5      | （ペシャワール）       | 510         |
| 0000.09.14 | 阪神   | 朝日チャレンジC | GIII | 芝2000m（良） | 7     | 2     | 2     | 001.70（1人）   | 02着 | R1:59.7（46.8） | -0.0 | 0猿橋重利 | 57        | ドウカンヤシマ         | 494         |
| 0000.10.26 | 東京   | 天皇賞（秋）    | GI   | 芝2000m（良） | 16    | 1     | 2     | 010.70（3人）   | 09着 | R1:59.7（47.5） | -1.4 | 0猿橋重利 | 58        | サクラユタカオー       | 502         |
| 0000.12.07 | 中京   | ウインターS     | GIII | ダ2200m（良） | 11    | 6     | 7     | 001.50（1人）   | 01着 | R2:19.7（38.1） | -0.4 | 0猿橋重利 | 58        | （フェートノーザン）   | 496         |
| 1987.06.14 | 札幌   | 札幌日経賞      | OP   | ダ1800m（良） | 13    | 1     | 1     | 001.40（1人）   | 01着 | R1:50.8（37.8） | -0.2 | 0猿橋重利 | 59        | （ベルベットグローブ） | 510         |

## 種牡馬時代
引退後は、1989年からアロースタッドで種牡馬となった。20万円という安価な種付け料も手伝って、当初はそれなりの人気を得たが、次第に種付け頭数が先細りとなり、1999年2月15日に用途変更され種牡馬を引退した。その後は引退名馬繋養展示事業の助成対象馬として、2010年までは新ひだか町の谷岡ファームで、2011年からは同町のローリング・エッグス・クラブで余生を送った。
2011年11月13日、老衰のため死亡。29歳没。2012年4月28日には、2012年2月19日に死亡したミスターシクレノンとの合同のお別れ会が、その後桜舞馬公園で追悼式が行われた。

### 主な産駒
- 1991年産
  - ライフアサヒ（東海ダービー、マイル争覇、東海ゴールドカップ、ゴールド争覇、川崎記念2着）[8]
- 1992年産
  - キタイセタテヤマ（サマーカップ）[9]

## 血統表
| ライフタテヤマの血統（ハイペリオン系 / Hyperion4×5=9.38% Nearco4×5=9.38% Beau Pere5×5=6.25%） | ライフタテヤマの血統（ハイペリオン系 / Hyperion4×5=9.38% Nearco4×5=9.38% Beau Pere5×5=6.25%） | ライフタテヤマの血統（ハイペリオン系 / Hyperion4×5=9.38% Nearco4×5=9.38% Beau Pere5×5=6.25%） | （血統表の出典）         | （血統表の出典） |
| 父 ハイセイコー 1970 鹿毛                                                                     | 父の父*チャイナロック China Rock 1953 栃栗毛                                                  | Rockefella                                                                                    | Hyperion                 | Hyperion         |
| 父 ハイセイコー 1970 鹿毛                                                                     | 父の父*チャイナロック China Rock 1953 栃栗毛                                                  | Rockefella                                                                                    | Rockfel                  |                  |
| 父 ハイセイコー 1970 鹿毛                                                                     | 父の父*チャイナロック China Rock 1953 栃栗毛                                                  | May Wong                                                                                      | Rustom Pasha             | Rustom Pasha     |
| 父 ハイセイコー 1970 鹿毛                                                                     | 父の父*チャイナロック China Rock 1953 栃栗毛                                                  | May Wong                                                                                      | Wezzan                   |                  |
| 父 ハイセイコー 1970 鹿毛                                                                     | 父の母ハイユウ 1961 黒鹿毛                                                                    | *カリム Karim                                                                                 | Nearco                   | Nearco           |
| 父 ハイセイコー 1970 鹿毛                                                                     | 父の母ハイユウ 1961 黒鹿毛                                                                    | *カリム Karim                                                                                 | Skylarking               |                  |
| 父 ハイセイコー 1970 鹿毛                                                                     | 父の母ハイユウ 1961 黒鹿毛                                                                    | *ダルモーガン Dalmogan                                                                        | Beau Son                 | Beau Son         |
| 父 ハイセイコー 1970 鹿毛                                                                     | 父の母ハイユウ 1961 黒鹿毛                                                                    | *ダルモーガン Dalmogan                                                                        | Reticent                 |                  |
| 母 チェリータテヤマ 1975 鹿毛                                                                 | 母の父*ファーザーズイメージ Fathers Image 1963 栗毛                                           | Swaps                                                                                         | Khaled                   | Khaled           |
| 母 チェリータテヤマ 1975 鹿毛                                                                 | 母の父*ファーザーズイメージ Fathers Image 1963 栗毛                                           | Swaps                                                                                         | Iron Reward              |                  |
| 母 チェリータテヤマ 1975 鹿毛                                                                 | 母の父*ファーザーズイメージ Fathers Image 1963 栗毛                                           | Cosmah                                                                                        | Cosmic Bomb              | Cosmic Bomb      |
| 母 チェリータテヤマ 1975 鹿毛                                                                 | 母の父*ファーザーズイメージ Fathers Image 1963 栗毛                                           | Cosmah                                                                                        | Almahmoud                |                  |
| 母 チェリータテヤマ 1975 鹿毛                                                                 | 母の母ストローハット 1966 鹿毛                                                                | *フロリバンダ Floribunda                                                                      | Princely Gift            | Princely Gift    |
| 母 チェリータテヤマ 1975 鹿毛                                                                 | 母の母ストローハット 1966 鹿毛                                                                | *フロリバンダ Floribunda                                                                      | Astrentia                |                  |
| 母 チェリータテヤマ 1975 鹿毛                                                                 | 母の母ストローハット 1966 鹿毛                                                                | *シエヴリーズチャリティ Cheveley's Charity                                                    | Straight Deal            | Straight Deal    |
| 母 チェリータテヤマ 1975 鹿毛                                                                 | 母の母ストローハット 1966 鹿毛                                                                | *シエヴリーズチャリティ Cheveley's Charity                                                    | Cheveley Beauty F-No.4-d |                  |